# رنی مونتویا
رنِی ماریا مونتویا (به انگلیسی: Renee Maria Montoya) یک شخصیت خیالی در کتاب‌های کامیک آمریکایی منتشر شده توسط دی‌سی کامیکس است. رنی مونتویا در ابتدا یک کارآگاه در بخش جنایی اداره پلیس گاتهام سیتی به‌شمار می‌رفت تا اینکه در آنجا به‌طور مکرر با بتمن، مأمور خودخواندهٔ نقاب‌دار برخورد کرد. در طی تاریخچه کتاب کامیک مشخص شد که رنِی دارای گرایش جنسی همجنس‌گرایی زنانه است، و بعدها به دلیل تنفر از سوء رفتار و فساد پلیس از نیروی پلیس استعفا داد. او بعدها پس از آموزش توسط نخستین مرد، تحت نام پرسش شناخته شد.
رزی پرز در فیلم پرندگان شکاری (۲۰۲۰) وظیفه بازی در این نقش را بر عهده دارد. این اولین حضور رسمی این شخصیت در یک فیلم سینمایی محسوب می‌شود. همچنین ویکتوریا کارتانگا در فصل اول از مجموعهٔ تلویزیونی گاتهام در این نقش ظاهر شده‌است. 